# Строгоновка (Крым)
Стро́гоновка (до 1948 года Мама́к; укр. Строгонівка, крымскотат. Mamaq, Мамакъ) — село в Симферопольском районе Республики Крым, входит в состав Трудовского сельского поселения (согласно административно-территориальному делению Украины — Трудовского сельского совета Автономной Республики Крым).

## Население
| 2001 | 2014  | 2021  |
| ---- | ----- | ----- |
| 3099 | ↗3337 | ↗4402 |

Всеукраинская перепись 2001 года показала следующее распределение по носителям языка
| Язык             | Процент |
| ---------------- | ------- |
| крымскотатарский | 49,05   |
| русский          | 40,14   |
| украинский       | 3,52    |
| другие           | 0,09    |

### Динамика численности
| - 1805 год — 425 чел. - 1864 год — 36 чел. - 1887 год — 84 чел. - 1892 год — 203 чел. - 1902 год — 319 чел. - 1915 год — 0/59 чел. | - 1926 год — 385 чел. - 1939 год — 151 чел. - 1989 год — 2370 чел. - 2001 год — 3099 чел. - 2009 год — 2714 чел. - 2014 год — 3337 чел. |

## Современное состояние
В Строгоновке более 140 улиц и переулков, площадь, по данным сельсовета на 2009 год, занимаемая селением, 463,1 гектара, на которой в более чем 1000 дворах числилось 2714 жителей, в селе работает Республиканская психиатрическая больница № 5, амбулатория общей практики семейной медицины, действуют 2 мечети: «Мамакъ I джамиси» и «Мамакъ II джамиси».

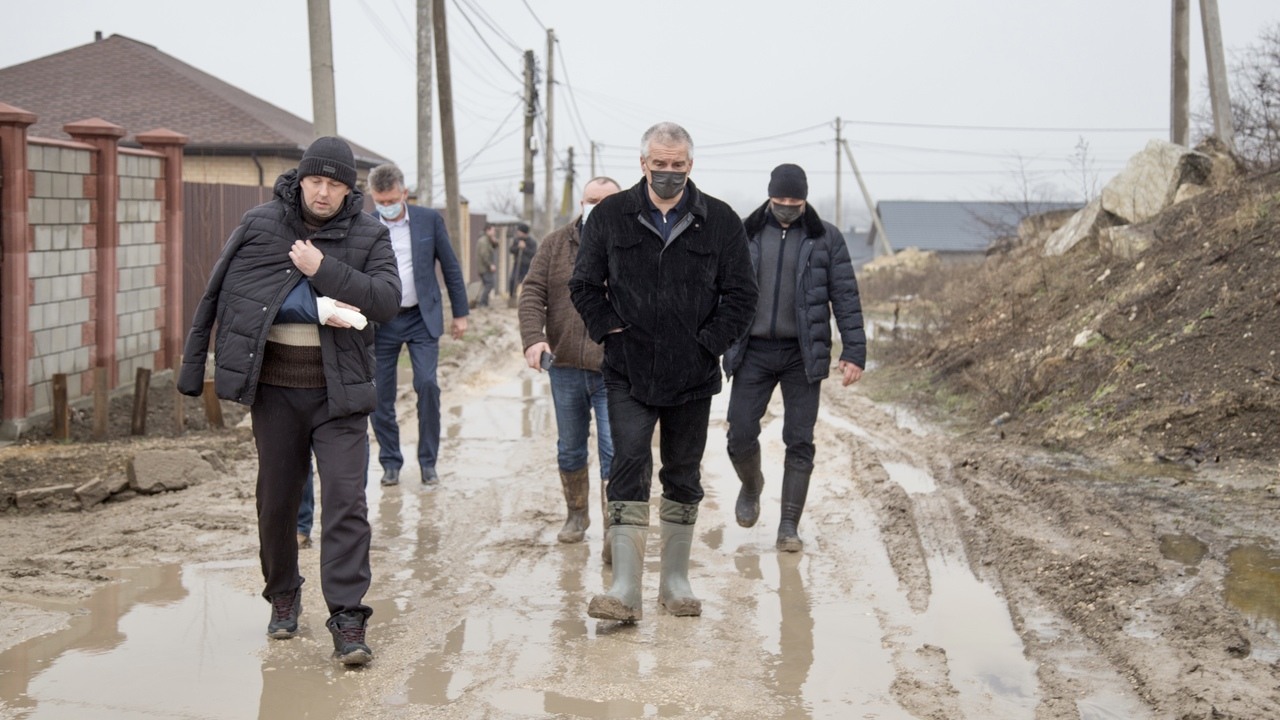
Аксёнов в Строгоновке, 2022 г.

## География
Строгоновка расположена в центре района, практически — юго-восточная окраина Симферополя, примыкающая к городскому объездному шоссе 35К-534 (по украинской классификацииМ-18 Симферополь — Ялта) и вплотную к бывшему селу Луговое, ныне микрорайону города, высота центра села над уровнем моря 312 м. Строгоновка лежит в долине Малого Салгира, правого притока Салгира, протянувшись вдоль реки на 4,5 километра; в 1,5 км выше по долине село Денисовка.

## История
Первое документальное упоминание села встречается в Камеральном Описании Крыма… 1784 года, судя по которому, в последний период Крымского ханства 2 деревни — Мамак баурчи  и Мамак — видимо, приходы-маале одного селения, входили в Ехары Ичкийский кадылык Акмечетского каймаканства. После присоединения Крыма к России (8) 19 апреля 1783 года, (8) 19 февраля 1784 года, именным указом Екатерины II сенату, на территории бывшего Крымского Ханства была образована Таврическая область и деревня была приписана к Симферопольскому уезду. После Павловских реформ, с 1796 по 1802 год, входила в Акмечетский уезд Новороссийской губернии. По новому административному делению, после создания 8 (20) октября 1802 года Таврической губернии, Мамак был включён в состав Эскиординской волости Симферопольского уезда.
По Ведомости о всех селениях в Симферопольском уезде состоящих с показанием в которой волости сколько числом дворов и душ… от 9 октября 1805 года, в Мамаке числилось 56 дворов и 425 жителей, исключительно крымских татар. На военно-топографической карте генерал-майора Мухина 1817 года Мамак обозначен с 40 дворами. После реформы волостного деления 1829 года Мамак, согласно «Ведомости о казённых волостях Таврической губернии 1829 года», передали в состав Аргинской волости. На карте 1836 года в деревне 30 дворов, как и на карте 1842 года.
В 1860-х годах, после земской реформы Александра II, деревню приписали к Сарабузской волости. В «Списке населённых мест Таврической губернии по сведениям 1864 года», составленном по результатам VIII ревизии 1864 года, Мамак — владельческая татарская деревня с 9 дворами, 36 жителями и мечетью при речке Малом Салгире (на трёхверстовой карте 1865—1876 года в деревне Мамак 15 дворов). В «Памятной книге Таврической губернии 1889 года», по результатам Х ревизии 1887 года, записан Мамак с 17 дворами и 84 жителямим.
После земской реформы 1890-х годов деревню передали в состав новой Подгородне-Петровской волости. По «…Памятной книжке Таврической губернии на 1892 год» в деревне Мамак, входившей Подгородне-Петровское сельское общество, числилось 203 жителей в 54 домохозяйствах. На подробной карте 1892 года обозначены уже 2 деревни: Верхний Мамак, в котором 18 дворов с татарско-русским населением и Нижний Мамак — с 21 двором и также смешанным населением. В «…Памятной книжке Таврической губернии на 1902 год» записаны Мамак-Русский, со 116 жителями в 17 домохозяйствах и Мамак-Татарский — 203 жителя в 25 дворах. По Статистическому справочнику Таврической губернии. Ч.II-я. Статистический очерк, выпуск шестой Симферопольский уезд, 1915 год, в Подгородне-Петровской волости Симферопольского уезда числились деревня Мамак русский (с одноимённой экономией Ф. Ф. Лашкова) — 10 дворов со смешанным населением без приписных жителей, но с 34 «посторонними», из которых 18 мужчин и 16 женщин; во владении было 1043 десятинами земли, 30 лошадей, 4 волов, 10 коров и 10 голов мелкого скота и Мамак Татарский — 5 дворов с татарским населением, 25 также только «посторонних» жителей, из которых 15 мужчин и 10 женщин, без земли. В хозяйствах имелось 10 лошадей и 8 коров. На 1917 год в селении действовала амбулатория.

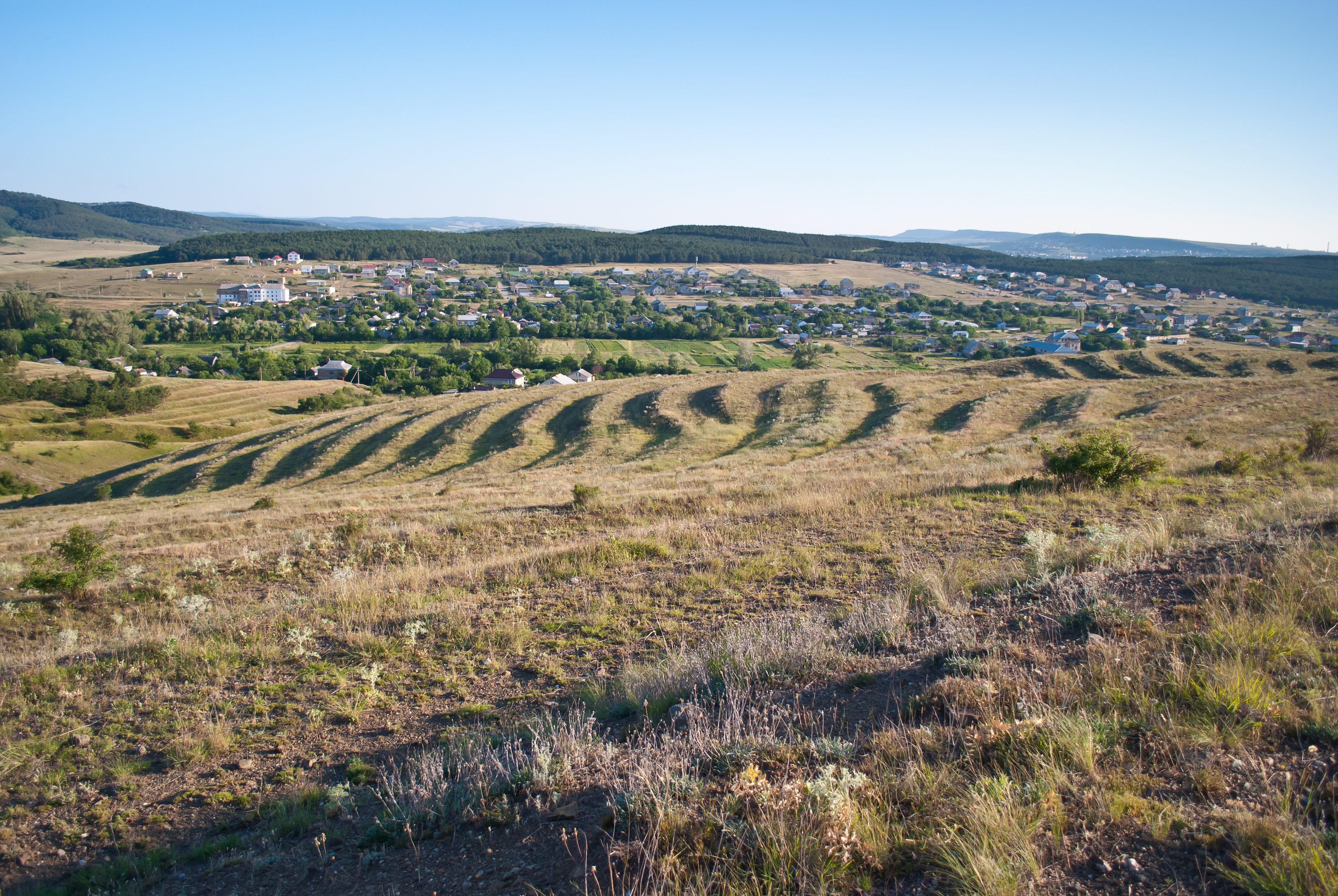
Вид на среднюю часть села со склонов холма Мурун-Кир

После установления в Крыму Советской власти, по постановлению Крымревкома от 8 января 1921 года была упразднена волостная система и село включили в состав вновь созданного Подгородне-Петровского района Симферопольского уезда, а в 1922 году уезды получили название округов. 11 октября 1923 года, согласно постановлению ВЦИК, в административное деление Крымской АССР были внесены изменения, в результате которых был ликвидирован Подгородне-Петровский район и образован Симферопольский и село включили в его состав. Согласно Списку населённых пунктов Крымской АССР по Всесоюзной переписи 17 декабря 1926 года, в селе Мамак, центре упразднённого к 1940 году Мамакского сельсовета (в который ещё входили артель Мамак, с 4 дворами и населением 15 чел. и «детская колония им. Ленина Мамак» 7 дворов и 50 жителей) Симферопольского района, числилось 76 дворов, из них 73 крестьянских. Население составляло 385 человек, из них 225 русских, 148 немцев, 6 украинцев, 3 белоруса, 1 записан в графе «прочие», действовала русская школа. Вскоре после начала Великой Отечественной войны, 18 августа 1941 года крымские немцы из села были выселены, сначала в Ставропольский край, а затем в Сибирь и северный Казахстан. В период оккупации Крыма, 13 и 14 декабря 1943 года, в ходе операций «7-го отдела главнокомандования» 17 армии вермахта против партизанских формирований, была проведена операция по заготовке продуктов с массированным применением военной силы, в результате которой сёла Верхний и Нижний Мамак были сожжены и все жители вывезены в Дулаг 241.
В 1944 году, после освобождения Крыма от фашистов, 12 августа 1944 года было принято постановление № ГОКО-6372с «О переселении колхозников в районы Крыма» и в сентябре 1944 года в район приехали первые новоселы (214 семей) из Винницкой области, а в начале 1950-х годов последовала вторая волна переселенцев из различных областей Украины. С 25 июня 1946 года Мамак в составе Крымской области РСФСР
Видимо, ещё в 1930-х годах было утверждено разделение на три села, поскольку в указе Президиума Верховного Совета РСФСР от 18 мая 1948 года о переименовании фигурируют: Верхний Мамак переименованный в Верхнюю Строгоновку, Нижний Мамак — в Нижнюю Строгоновку и просто Мамак, ставший Средней Строгоновкой. 26 апреля 1954 года Крымская область была передана из состава РСФСР в состав УССР.
До 1958 года Строгановка была центром сельсовета, с 1958 года вошла во вновь образованный Денисовский. Решением Крымоблисполкома от 8 сентября 1958 года № 834 Верхняя Строгоновка, Нижняя Строгоновка и Средняя Строгоновка Денисовского сельсовета были объединены в одно село Строгоновка. Указом Президиума Верховного Совета УССР «Об укрупнении сельских районов Крымской области», от 30 декабря 1962 года Симферопольский район был упразднён и село присоединили к Бахчисарайскому. 1 января 1965 года, указом Президиума ВС УССР «О внесении изменений в административное районирование УССР — по Крымской области», вновь включили в состав Симферопольского. В 1975 году был образован Трудовский совет, в который включили село. С 12 февраля 1991 года село в восстановленной Крымской АССР, 26 февраля 1992 года переименованной в Автономную Республику Крым.